# 泽连斯基氏奥西奇羽星
泽连斯基氏奥西奇羽星是在非洲埃塞俄比亚安塔洛石灰岩发现的一种史前海羽星。其化石在非洲东海岸所发现后，于2021年被送到波兰的卡托维兹西里西亚大学做进一步研究，并进而发现该生物生活的年代约为1.5亿年以前。发现者在论文中为其赋名为“泽连斯基”，以表彰乌克兰总统泽连斯基在国家危机时刻表现出的勇敢和无畏。